# Цикламат натрію
Цикламат натрію - це штучний підсолоджувач. Він у 30–50 разів солодший за сахарозу (цукор), що робить його найменш потужним із комерційно використовуваних штучних підсолоджувачів. Його часто використовують з іншими підсолоджувачами, зазвичай сахарином. Завдяки суміші з ним у пропорції 10:1, маскуються смакові недоліки обох підсолоджувачів. Він дешевший, ніж більшість підсолоджувачів, і стабільний при нагріванні. Побоювання щодо його канцерогенності призвели до заборони в кількох країнах, хоча Європейський Союз вважає його безпечним. Підсолоджувач зареєстрований у Кодексі Аліментаріус як харчова добавка Е952. Цикламат не засвоюється організмом (виводиться з сечею).

## Хімія
Цикламат - це натрієва або кальцієва сіль цикламової кислоти (циклогексансульфамінова кислота), яка сама по собі отримується шляхом взаємодії вільної основи циклогексиламіну з сульфаміновою кислотою або триоксидом сірки.
До 1973 року Abbott Laboratories виробляла цикламат натрію за допомогою суміші інгредієнтів, включаючи додавання чистого натрію з циклогексиламіном, охолодженим і відфільтрованим через високошвидкісний відцентровий сепаратор. Його висушували, дрібнили до порошку та використовували у такій формі, або пресували у таблетки.

## Історія
Цикламат був відкритий у 1937 році аспірантом Іллінойського університету Майклом Сведою. Сведа працював у лабораторії над синтезом жарознижувального препарату. Він поклав сигарету на лабораторний стіл, а коли взяв її до рота, то відчув солодкий смак цикламату.  
Патент на цикламат був придбаний компанією DuPont і пізніше проданий Abbott Laboratories, яка провела необхідні дослідження та подала заявку на новий лікарський засіб у 1950 році. Ебботт мав намір використовувати цикламат для маскування гіркоти деяких ліків - антибіотиків та пентобарбіталу. У 1958 році Управління з контролю за якістю харчових продуктів і медикаментів США присвоїло йому статус GRAS (загальновизнаний як безпечний). Цикламат продавався у формі таблеток для використання діабетиками як замінник цукру, а також у рідкій формі. Оскільки цикламат стійкий до нагрівання, він придатний для використання в кулінарії та випічці.
У 1966 році дослідження показало, що деякі кишкові бактерії можуть десульфонатувати цикламат з утворенням циклогексиламіну - сполуки, яка, ймовірно, має певну хронічну токсичність для тварин. Подальші дослідження на щурах у 1969 році,  показали, що звичайна суміш цикламату та сахарину у співвідношенні 10:1 збільшує частоту раку сечового міхура. Оприлюднене дослідження показало, що у восьми з 240 щурів, яких годували сумішшю сахарину та цикламатів, у рівнях, еквівалентних споживанню 550 банок дієтичного газованого напою на день, розвинулися пухлини сечового міхура. 
Продажі збільшувалися, і в 1969 році досягли 1 мільярда доларів, що посилило тиск з боку органів громадської безпеки щодо обмеження його використання. У жовтні 1969 року міністр Охорони здоров’я, освіти та соціального забезпечення США Роберт Фінч, в обхід комісара FDA Герберта Л. Лея-молодшого, видалив позначення "GRAS" із цикламату та заборонив його використання в харчових продуктах загального призначення, хоча він залишався обмежено доступним для використання в дієтичних продуктах з додатковим маркуванням про загрозу раку. У жовтні 1970 року Управління з контролю за харчовими продуктами та харчовими продуктами (FDA) під керівництвом нового комісара повністю заборонило цикламат у всіх продуктах харчування та ліках у США. 
Abbott Laboratories стверджувала, що її власні дослідження не змогли відтворити результати дослідження 1969 року, і в 1973 році Abbott звернувся до FDA з проханням скасувати заборону на цикламат. Ця петиція була зрештою відхилена в 1980 році комісаром FDA Джере Гояном. Abbott Labs разом із Радою з контролю калорій (політичне лобі, яке представляє індустрію дієтичних продуктів) подали другу петицію в 1982 році. Хоча FDA заявило, що огляд усіх доступних доказів не свідчить про те, що цикламат є канцерогеном у мишей або щурів, цикламат залишається забороненим для харчових продуктів у США. Петицію зараз призупинено, хоча її активно не розглядають. Незрозуміло, чи зроблено це на прохання Abbott Labs, чи тому, що FDA вважає петицію недостатньою.
У 2000 році була опублікована стаття, в якій описувалися результати 24-річного експерименту. Контрольна група з 16 мавп мала звичний для них раціон, а в іншої групи з 21 мавпи був раціон із включенням великих доз цикламату - 100 або 500 мг/кг цикламату на добу. Більша доза відповідає приблизно 30 банкам дієтичного напою. Було виявлено, що у двох мавп, які отримували високу дозу, і в однієї мавпи, яка отримувала низьку дозу, був виявлений злоякісний рак, причому у кожної був інший вид раку, а також було виявлено три доброякісні пухлини. Автори дійшли висновку, що дослідження не змогло продемонструвати, що цикламат є канцерогенним, оскільки ракові захворювання були різними, і не було можливості пов’язати цикламат з будь-яким із них. Речовина не показала жодних властивостей, що пошкоджують ДНК, у аналізах відновлення ДНК.

## Правовий статус
Цикламат дозволений для використання як підсолоджувач щонайменше в 130 країнах, включно в Україні. Наприкінці 1960-х цикламат був заборонений у Великобританії, однак він був схвалений після повторної оцінки Європейським Союзом у 1996 році. 
На Філіппінах цикламат був заборонений до 2013 року, поки Філіппінське управління з контролю за продуктами і ліками не скасувало заборону, оголосивши його безпечним для споживання. Цикламат залишається забороненим у США та Південній Кореї.